# Yehoram Gaon
Pour les articles homonymes, voir Gaon.
Yoram Gaon, ou plutôt Yehoram Gaon (hébreu : יהורם גאון), est un chanteur israélien né le 28 décembre 1939 à Jérusalem.

## Chanteur
Comme la plupart des chanteurs israéliens, il a commencé sa carrière dans l'armée, dans la chorale de l'unité Nahal de Tsahal. Il créa ensuite le "Yarkon Bridge Trio" (hébreu: שלישיית גשר הירקון), avec Arik Einstein et Beni Amdorsky. Les trois sont rapidement devenus des stars incontestées de la chanson israélienne.
Gaon a interprété de nombreuses chansons d'autres stars de la chanson israélienne, notamment des chansons de Naomi Shemer tels que Od Lo Ahavti Dai ("Je n'ai pas encore aimé assez"), Simanei haDerekh ("Les bornes limites") et Al Kol Eileh ("Pour toutes ces choses"). Il a également chanté lors de la cérémonie de remise du Prix Nobel à Yitzhak Rabin, Shimon Peres et Yasser Arafat.

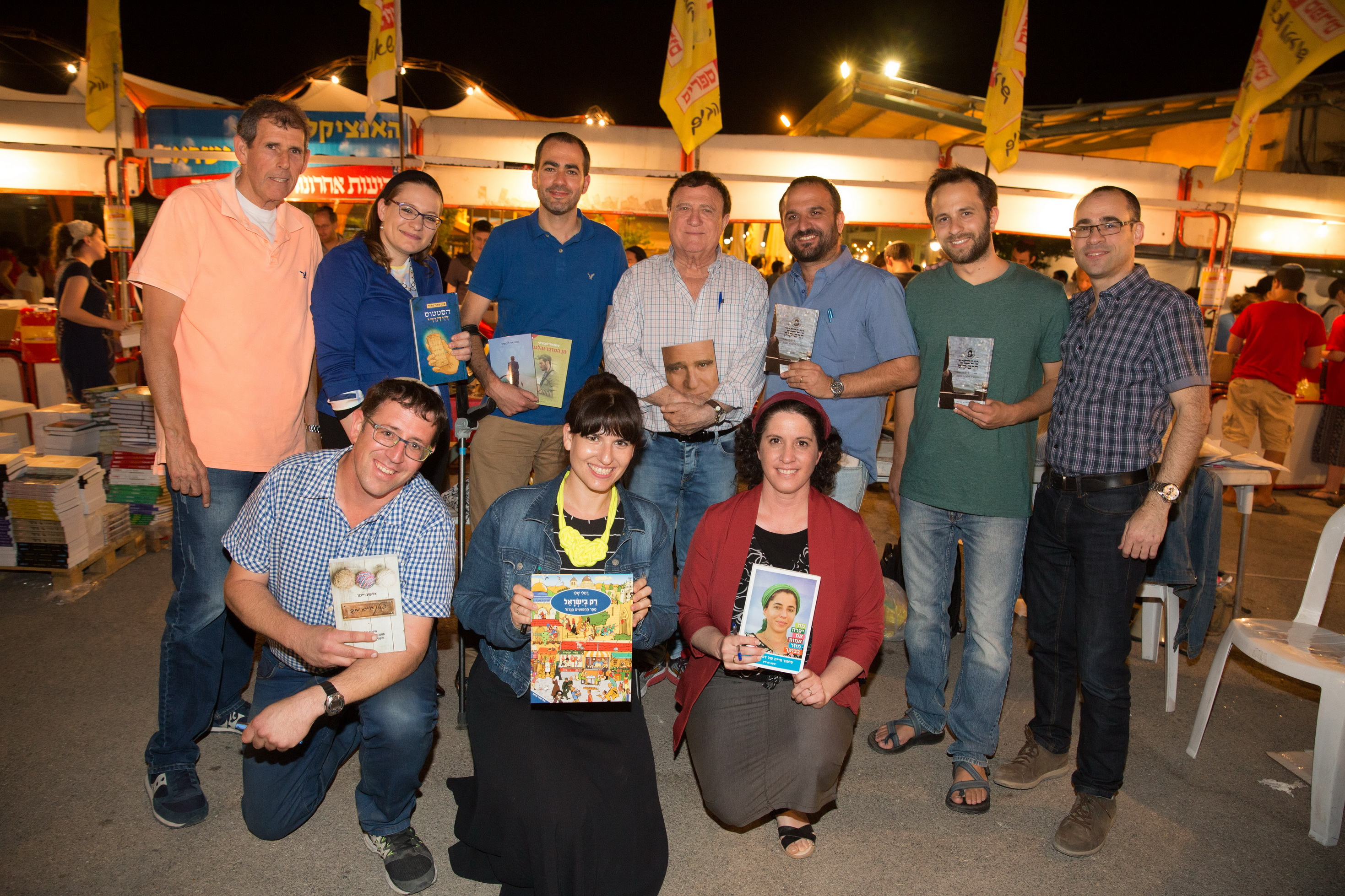
Gaon avec les auteurs de Yedioth Books, foire de la semaine du livre hébraïque au complexe de la gare de Jérusalem, 2017
Ligne arrière: Dov Eichenwald, Sivan Rahav-Meir, Dr Asael Lubotzky, Yehoram Gaon

## Acteur
Il a commencé sa carrière dans le film Kazablan. Il a également participé au film Mivtza Yonatan (en français : Mission Jonathan) en 1977, où il jouait le rôle de Yonatan Netanyahou, le frère de Benyamin Netanyahou, mort durant le raid d'Entebbe.
- 1974 : Kazablan de Menahem Golan : Kazablan
- 2004 : Campfire (Medurat Hashevet) de Joseph Cedar

## Vie publique
Yoram Gaon a été élu au conseil municipal de Jérusalem en 1993. Son action a principalement été consacrée au développement culturel et artistique de la ville.
Il a reçu le prix Israël en 2004.